# Tiangong

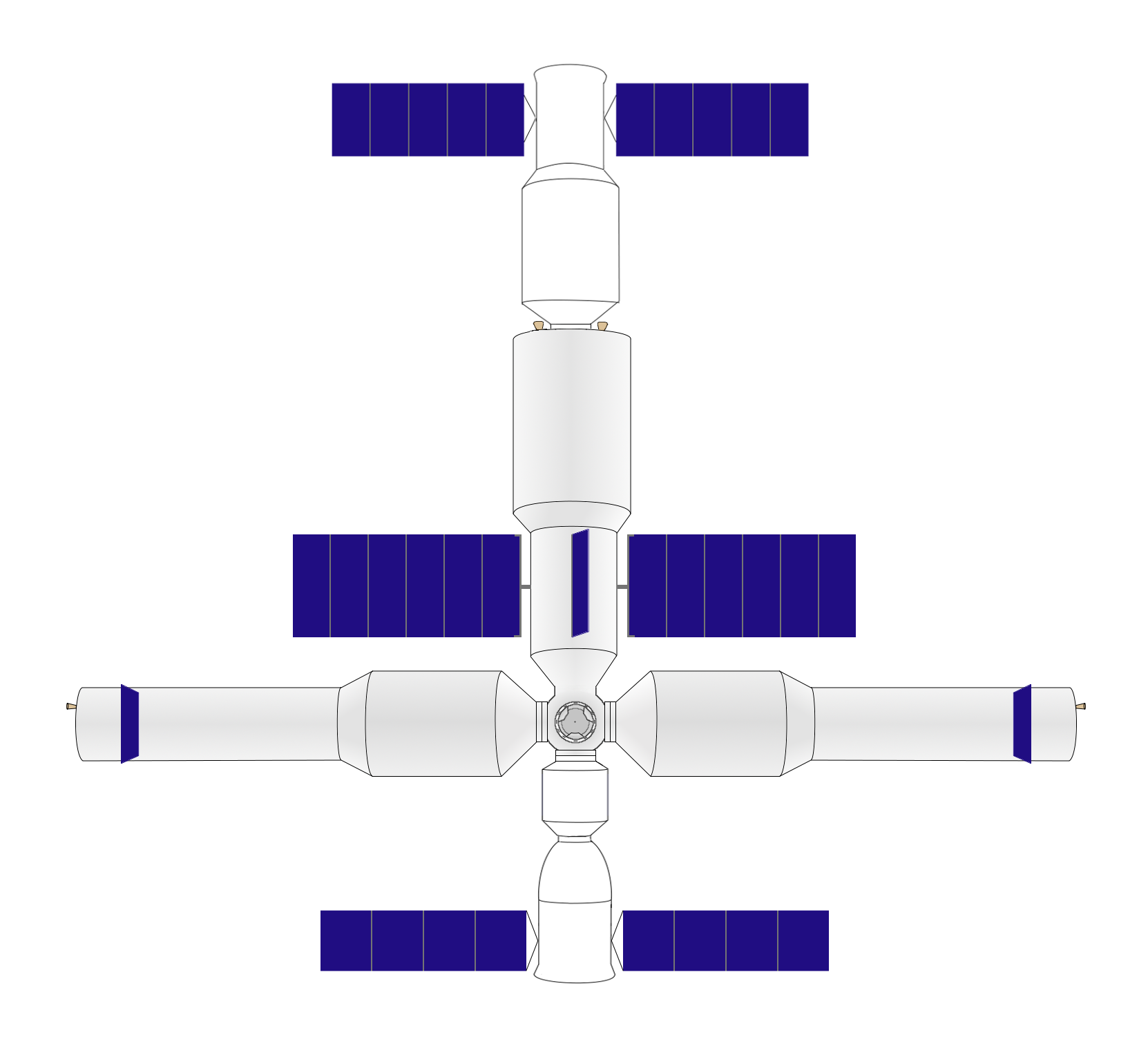
Diagrama hipotético da estação espacial Tiangong 3.

Tiangong (significando palácio celestial) é um modelo-padrão de estação espacial tripulada planejada atualmente pela China.